# Guerau II d'Armanyac
Guerau II, comte d'Armanyac de 1063 a 1095, fou fill de Bernat II Tumapaler, comte d'Armanyac, i d'Ermengarda.
El seu pare va abdicar al seu favor el 1063 (a vegades 1061) després de ser derrotat. Guerau va intentar sostenir-se però fou derrotat i es va haver de sotmetre al duc d'Aquitània Guillem VIII el 1063.
Sembla que el seu germà Arnau Bernat va ser associat a la direcció del comtat de 1072 a 1080. El 1073, els dos germans van combatre contra Cèntul V el Jove, vescomte de Lescar (de Bearn).
Es va casar amb Avisel·la de Lomanha, filla d'Odó II, vescomte de Lomanha i vídua de Guerau I, senyor d'Aubeissan. Va tenir:
- Bernat III († 1110), comte d'Armanyac
- Guerau
- Guillem